# اپیلاتور

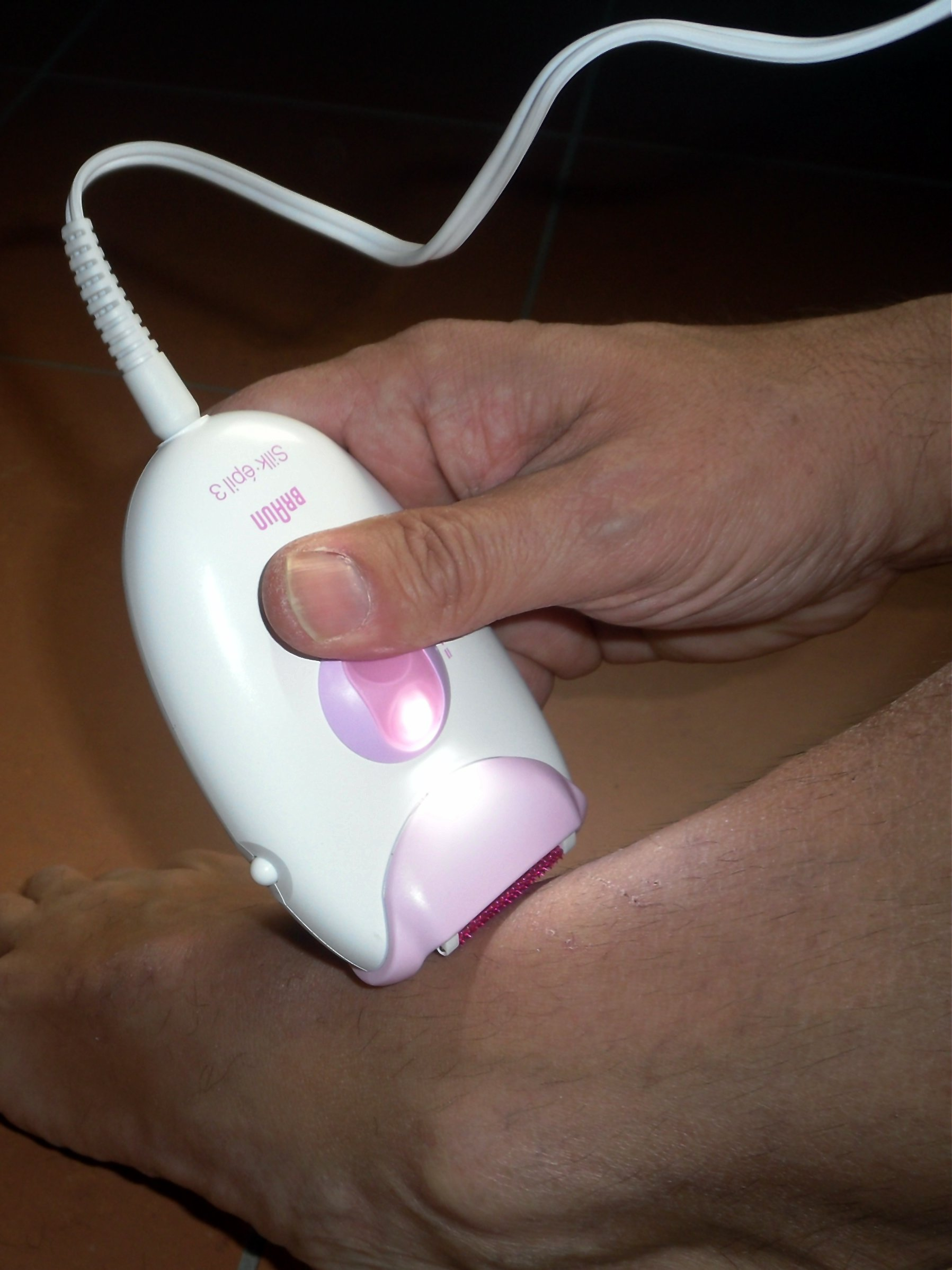
استفاده از اپیلاتور

اپیلاتور (انگلیسی: Epilator) یا اپی‌لیدی دستگاهی الکتریکی برای موزدایی است که این کار را با کندن مو انجام می‌دهد. از این نظر کارکرد آن مشابه موم (وکس)است با این تفاوت که موم انداختن مو را از اپیتلیوم که قسمتی از روپوست است جدا می‌کند اما اپیلاتور این کار را نمی‌کند. اپیلاتورهای امروزی قطعه‌هایی که نیاز به تعویض داشته باشند، ندارند. اپیلاتورها در انواع برقی، باتری و قابل شارژ عرضه می‌شوند.
از آنجا که استفاده از اپیلاتورها مانند سایر روش‌های موزدایی مانند موم انداختن برای اغلب افراد دردناک است، برخی ترجیح می دهند بار اول از موم انداختن استفاده کنند و سپس برای جلوگیری از رشد مجدد آن از اپیلاتور استفاده کنند.